# Художественный музей Тронхейма
Художественный музей Тронхейма (норв. Trondheim kunstmuseum, TKM) — государственная художественная галерея в норвежском городе Тронхейм, основанная в 1864 году как «Det faste galleri»; современный музей был организован в 1997 году, разместившись в здании, построенном в 1930; управляет третьей по величине публичной художественной коллекцией в стране, специализирующейся на норвежском искусстве — начиная с середины XIX века и до сегодняшнего дня; представляет временные выставки международного и регионального искусства — как классического модернизма, так и современного искусства.

## История и описание
Художественный музей Тронхейма ведёт свою историю от коллекция произведений искусства, основанной в 1864 году — в то время помещения, где она выставлялась были известны как «Det Faste Galleri» («Постоянная галерея»); название просуществовало до 1973 года. Первые инициативы по организации художественной ассоциации и коллекции относились к 1845 году, когда население города не превышало 15000 человек.
На первом этапе выставочной деятельности для демонстрации экспонатов использовалась королевская резиденция Стифсгорден; вместе с ней использовался и местный банк «Trondhjems Sparebank». В период с 1891 по 1914 год галерея размещалась в здании, купленном у ликеро-водочной компании «Trondhjems Brændevinssamlag». Пополнение собрания осуществлялось за счёт приобретения работ — часто это происходило после проведения художественных конкурсов. Коллекция значительно выросла в размере после Первой мировой войны — сегодня она включает в себя более 5000 работ.
Сегодня у художественного музея Тронхейма есть два помещение: здание «TKM Bispegata» по адресу улица Bispegata, 7b — оно расположено рядом с Нидаросским собором; и здание «TKM Gråmølna» в приморском районе Недре Эльвехавн (Nedre Elvehavn). Главное здание «TKM Bispegata» было построено в 1930 году по планам архитектора Питера Даниэля Хоффлунда. Здание имеет два этажа с комнатами разных размеров и освещённости; оно было отремонтировано в 2012 году, когда в его помещениях были установлены светодиодные источники света, что обеспечило более стабильный температурный режим и более равномерную освещенность экспонатов. В тот же период большая часть интерьера здания была восстановлена в своем первоначальном состоянии, от 1930 года.
Формально художественный музей в Тронхейме был основан в 1997 году, целью его создания было поддержание и демонстрация уже имевшейся музейной коллекции. Рэнди Найгаард Лиум (Randi Nygaard Lium) стал первым директором музея; он занимал данный пост с 1998 по 2010 год. Затем Катрин Ховдал Вик являлась директором галереи, пока Понт Кайандер не занял пост в 2011 году; с марта 2014 года Йохан Бёрессон является главой музея. Галерея регулярно проводит временные выставки международного и регионального искусства — как классического модернизма, так и современного искусства.

## Галерея

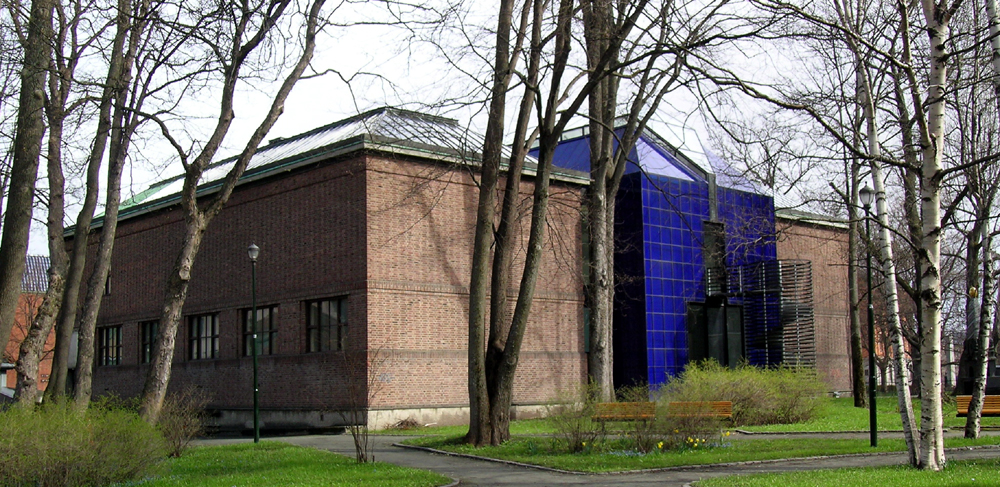
Основное здание музея, 2007 г.
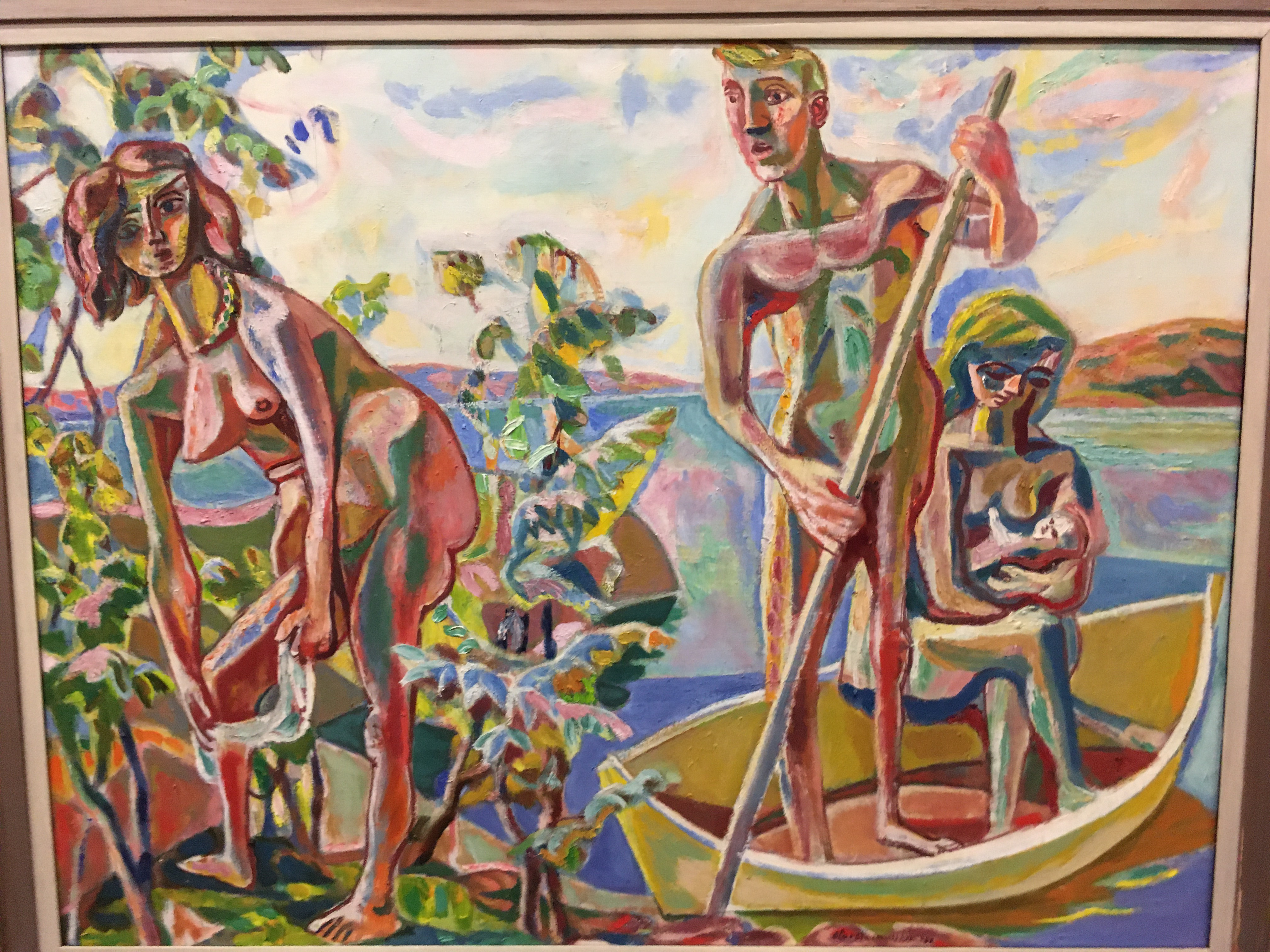
Одна из картин музея
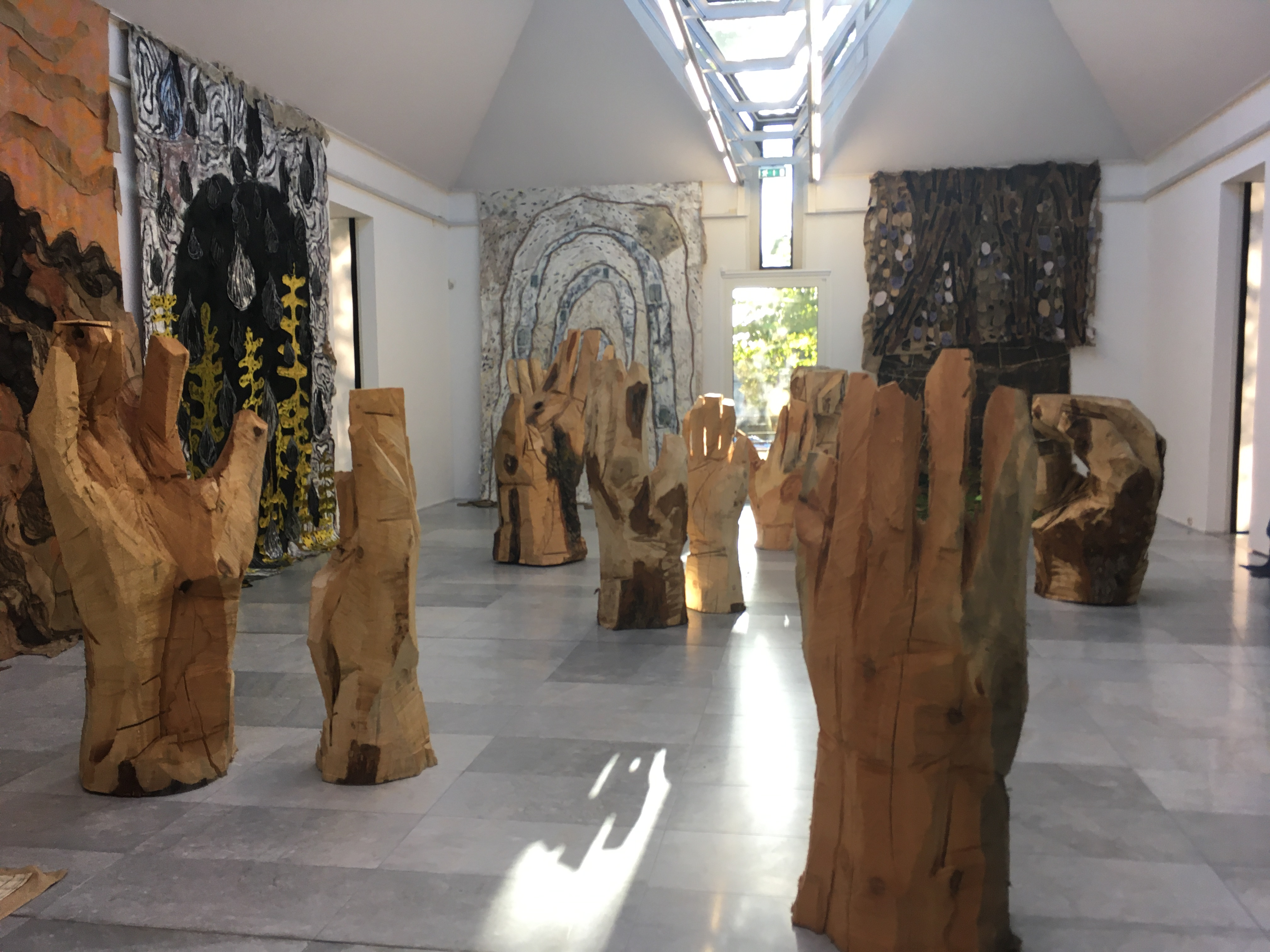
Одна из инсталляций, номинированных на премию Lorck Schive Kunstpris 2019, автор Gunvor Nervold Antonsen, 10 октября 2019 г.
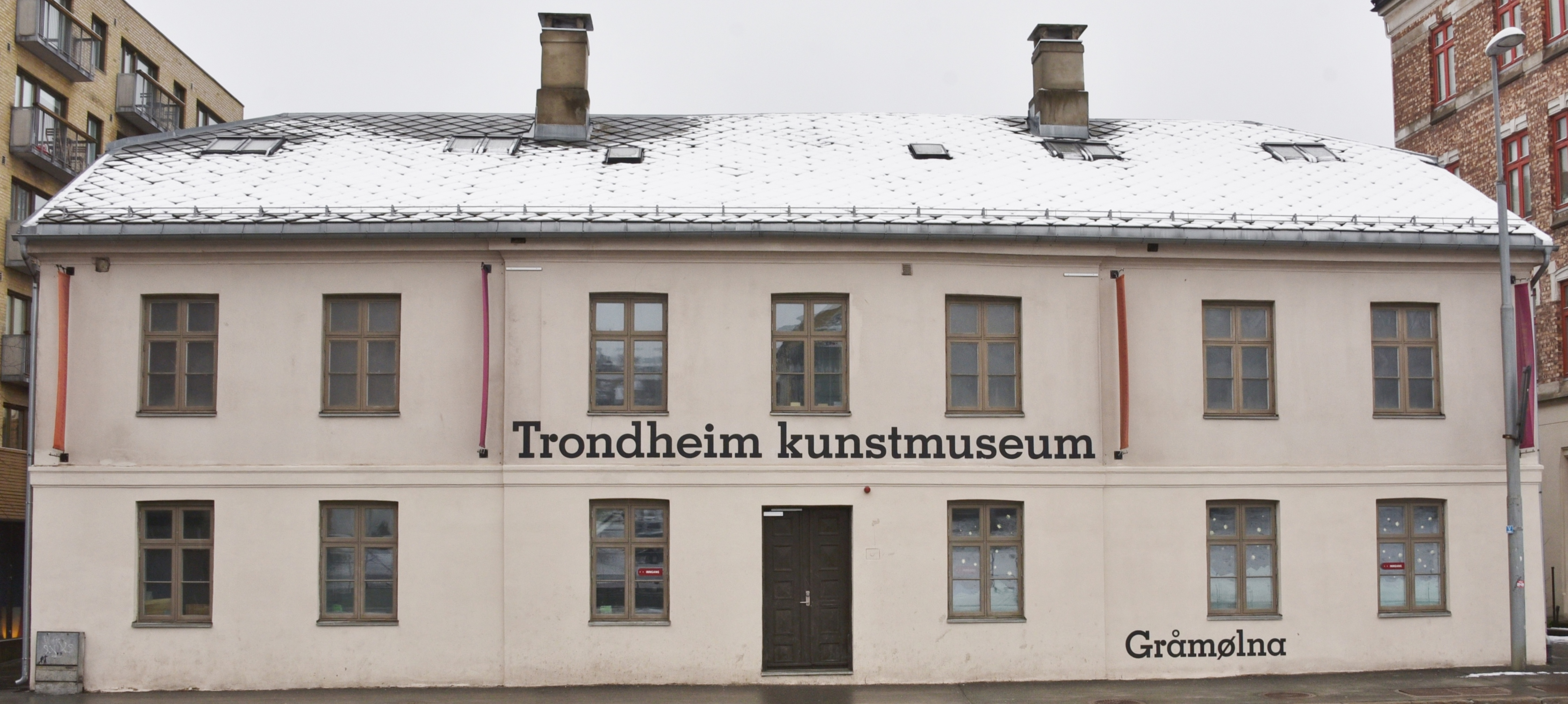
Gråmølna